# Ямасита, Кадзуми (мангака)
Кадзуми Ямасита (яп. 山下和美 Ямасита Кадзуми, род. 15 августа 1959 года) — мангака, работающая в области манги для девушек (сёдзё). Её наиболее известная манга «Жизнь гениального профессора Янагисавы» (яп. 天才柳沢教授の生活 Tensai Yanagisawa Kyoju no Seikatsu) была награждена премией издательства «Коданся» в 2003 году.

## Работы
Ямасита дебютировала как профессиональный автор в сёдзё-журнале Margaret в 1980 году. Её первыми работами были BOY и Carnival (яп. カーニバル). В Margaret публиковались трёхтомная Ichioku Ichisenman no Watashi (яп. 1億1千万のわたし), двухтомная Azayakana Hoshitachi (яп. あざやかな星たち), однотомные After Midnight и Tottemo Kirei…. В журнале Young You выходили Sayounara… anata, четырёхтомная Ghost Rhapsody (яп. ゴースト・ラプソディー), двухтомная Girlfriends (яп. ガールフレンズ) и девятитомная Dandy to Watashi (яп. ダンディーとわたし, «Денди и я») — романтическая комедия о популярном певце, решившем бросить карьеру и заняться домашним хозяйством, и его возлюбленной, которая работает менеджером у конкурирующего певца.
В журнале YOU выходит последняя работа мангаки — Kotobukicho Beautiful Girls Palace (яп. 寿町美女御殿 Kotobukichou Bijo Goten). С 2004 по 2009 год было издано четыре тома этой манги.
| № | Дата публикации    | ISBN                   |
| - | ------------------ | ---------------------- |
| 1 | 19 ноября 2004 г.  | ISBN 4-08-865245-2     |
| 2 | 19 июня 2006 г.    | ISBN 4-08-865346-7     |
| 3 | 19 февраля 2008 г. | ISBN 978-4-08-865460-7 |
| 4 | 18 декабря 2009 г. | ISBN 978-4-08-865569-7 |

### Tensai Yanagisawa Kyoju no Seikatsu

Обложка первого тома манги Tensai Yanagisawa Kyoju no Seikatsu (1989 год)

С 1989 года в Morning, журнале манги для мужчин (сэйнэн), выходит комедийная «Жизнь гениального профессора Янагисавы». Последняя повествует о жизни 67-летнего профессора, преподающего экономику в Университете Иокогамы. Он каждый день поднимается в 5 утра, ложится точно в 9 и ходит по правильной стороне улицы, кроме того, он чрезвычайно жаден и может пройти весь город в поисках дешевой рыбы. Эта манга принесла известность Ямасите. Её особенностью является пожилой главный герой. Последний 29-й том манги был издан в августе 2010 года.
В 2002 году по телеканалу Fuji TV транслировался одноимённый телесериал. Роль Ёсинори Янагисавы исполнил Мацумото Косиро, роль его жены Масако — Тиэко Мацубара, дочери Сэцуко — Рёко Кунинака, Нацуко — Кэйко Тода, Юкихиро — Фумиё Кохината, Ханако — Токо Миура..

### Fushigi na Shonen
Также в Morning 2 публикуется мистическая манга Ямаситы Fushigi na Shonen (яп. 不思議な少年, «Чудо-мальчик»), созданная по мотивам романа Марка Твена «Таинственный незнакомец». Она была отмечена как рекомендация жюри на фестивале Japan Media Arts. Последний на данный момент восьмой том манги был издан в сентябре 2009 года.
| № | Дата публикации     | ISBN                   |
| - | ------------------- | ---------------------- |
| 1 | 21 сентября 2001 г. | ISBN 978-4-06-328772-1 |
| 2 | 21 июня 2002 г.     | ISBN 978-4-06-328824-7 |
| 3 | 22 ноября 2004 г.   | ISBN 978-4-06-328998-5 |
| 4 | 21 октября 2005 г.  | ISBN 978-4-06-372471-4 |
| 5 | 21 июля 2006 г.     | ISBN 978-4-06-372539-1 |
| 6 | 22 февраля 2008 г.  | ISBN 978-4-06-372666-4 |
| 7 | 23 октября 2008 г.  | ISBN 978-4-06-372741-8 |
| 8 | 23 сентября 2009 г. | ISBN 978-4-06-372831-6 |